# Іванов Єгор Сергійович
Єгор Сергійович Іванов (нар. 30 серпня 1991, Дніпропетровськ, Україна) — український футболіст, нападник клубу «Суми».

## Клубна кар'єра
Розпочав займатися футболом у шість років. З 2004 по 2008 рік виступав у дитячо-юнацькій футбольній лізі України за дніпропетровський УФК.
Влітку 2008 року перейшов у дубль полтавської «Ворскли», після того як пройшов перегляд у команді. 17 липня 2008 року дебютував у молодіжній першості України у виїзному матчі проти «Харкова» (1:2), Іванов вийшов на 83-ій хвилині замість Артем Громова. Перший голом у молодіжному чемпіонаті відзначився 23 жовтня 2008 року в виїзному матчі проти київського «Арсеналу» (0:1), Іванов забив м'яч на 85-ій хвилині у ворота Сергія Погорілого і цей м'яч став переможним у грі. Під час гри за молодіжний склад «Ворскли» він отримав травму голмілкостопа. Всього за дублерів «Ворскли» в молодіжній першості провів 20 матчів і забив 2 м'ячі в сезоні 2008/09, а команда зайняла 4-те місце і лише за різницею забитих і пропущених м'ячів поступилася одеському «Чорноморцю».
Влітку 2009 року перейшов у маріупольський «Іллічівець». Спочатку виступав за «Іллічівець-2» у другій лізі чемпіонату України, де провів 5 матчів і забив 2 м'ячі (дубль у ворота «Металурга-2»). У сезоні 2009/10 Іванов в молодіжній першості зіграв 20 матчів і не забив жодного м'яча. У наступному сезоні 2010/11 став найкращим бомбрадіром дубля «Іллічівця», забивши 8 голів у 26 матчах. Причому в першій половині чемпіонату він забив всього 1 м'яч, а в другій — сім. «Іллічівець» в турнірі зайняв 5-те місце.
26 вересня 2011 року дебютував у Прем'єр-лізі України у виїзному матчі проти сімферопольської «Таврії» (3:2), тренер Валерій Яремченко випустив його на поле наприкінці гри на 85-ій хвилині замість Ігоря Тищенка.
У 2012 році перейшов у кіровоградську «Зірку».

## Кар'єра в збірній
Наприкінці березня 2009 року вперше був викликаний до складу юнацької збірної України U-19, тренером Анатолієм Бузником на навчально-тренувальний збір. Де зіграв у декількох спарингах в складі збірної.
Наприкінці липня 2010 року був викликаний Павлом Яковенко до молодіжної збірної України.